# Schuttersbosch
Schuttersbosch is een buurt in het stadsdeel Stratum in de stad Eindhoven, in de Nederlandse provincie Noord-Brabant. De buurt werd in de periode 1945-1960 gebouwd, en bestond toen grotendeels uit Oostenrijkse woningen. Tot 1972 behoorde het oostelijk deel nog tot de gemeente Geldrop. Op 1 januari 2023 telde de buurt 670 inwoners, verdeeld over 313 woningen, met een gemiddelde WOZ-waarde van € 586.000, op een oppervlakte van 0,38 km².
De buurt behoort tot de wijk Putten, waartoe de volgende buurten behoren:
- Poeijers
- Burghplan
- Sintenbuurt (Bonifaciuslaan)
- Tivoli
- Gijzenrooi
- Nieuwe Erven
- Kruidenbuurt
- Schuttersbosch
- Leenderheide
- Riel

De naam Schuttersbosch verwijst naar de schietbaan van de burgerwacht die er voor de Tweede Wereldoorlog in de Stratumse bossen lag.